# Валерий Максим
Вале́рий Ма́ксим (лат. Valerius Maximus; I век) — древнеримский писатель времён правления императора Тиберия, автор собрания исторических анекдотов.

## Биография

### Личность
О собственной жизни Максима практически ничего не известно, кроме того, что он происходил из бедной семьи и был всем обязан Сексту Помпею, консулу 14 года н. э. и проконсулу Азии, которого он сопровождал в 27 году в поездке на Восток. Помпей был меценатом, в чей литературный кружок, в частности, входил Овидий, и другом Германика, члена императорской фамилии, больше всех прочих интересовавшегося литературой.

### Творческая биография
Книга Валерия Максима была опубликована около 31 г., после падения Сеяна («Factorum ас dictorum memorabilium libri IX», hrsg. von C. Kempf, 1888). Источниками ему, согласно данным из Советской исторической энциклопедии, служили Цицерон, Тит Ливий, Саллюстий, Варрон, Помпей Трог и др. Сборник Валерия Максима ценен фактическим материалом, почерпнутым из несохранившихся источников.

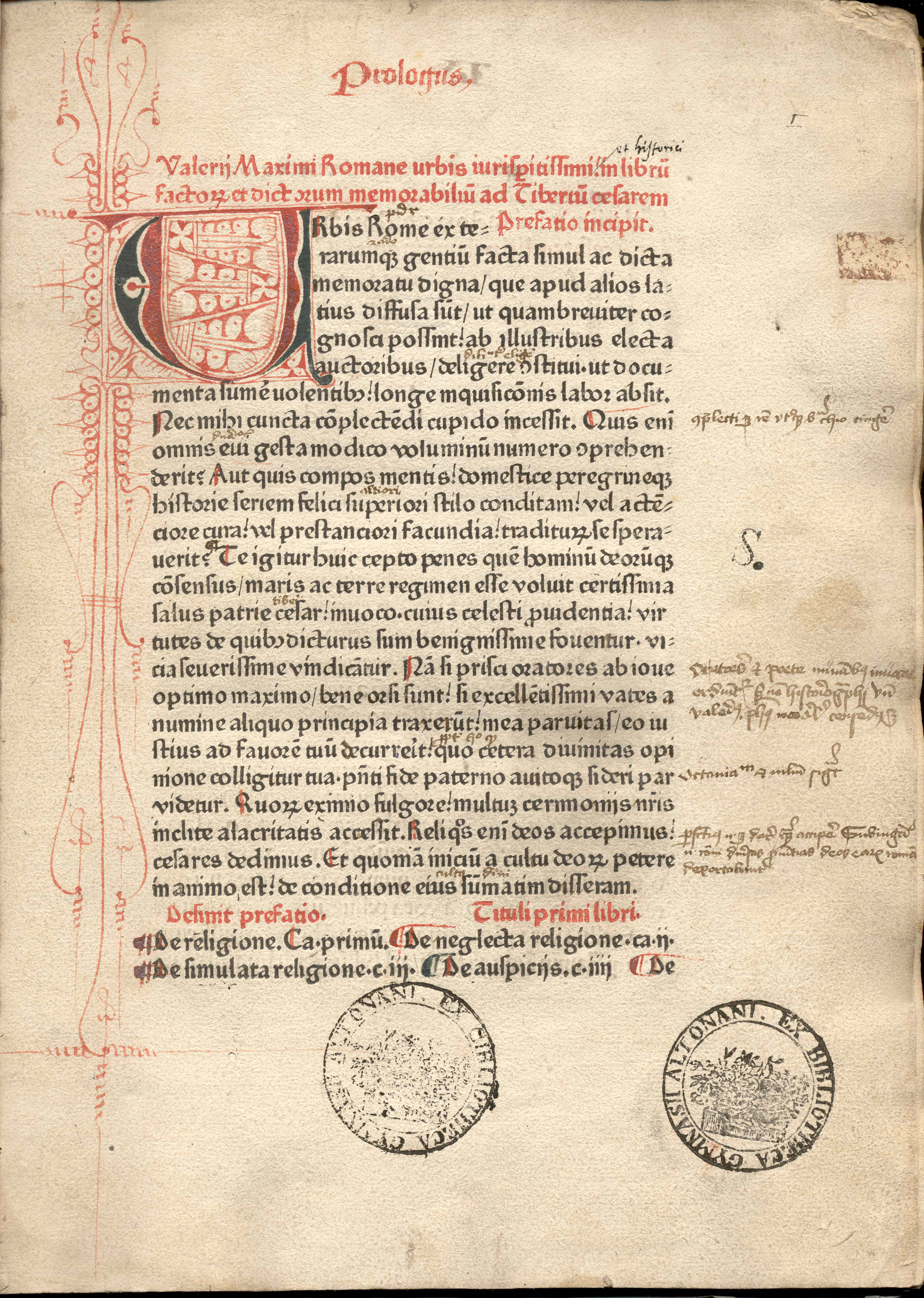
Издание-инкунабула Валерия Максима. Майнц, 1471

Стиль сочинения Валерия показывает, что он был профессиональным ритором. В предисловии он даёт понять, что считает его обычным собранием исторических анекдотов, предназначенным для ораторских школ, чтобы обучать учеников искусству красивой речи, обращаясь к истории. Заглавие рукописи гласит «Девять книг примечательных поступков и изречений» (лат. Factorum et dictorum memorabilium libri novem). Повествование построено без чёткой логики и порядка; каждая книга разделена на отрывки, посвящённые соответствующим темам, чаще всего добродетелям и порокам или же ошибкам и слабостям, примеры которых приводятся в этих отрывках.
Большая часть повествования основана на римской истории, но каждый отрывок содержит также дополнительные извлечения из анналов других народов, прежде всего греков. 
Основными источниками для Валерия послужили Цицерон и Тит Ливий, также ему помогли труды Саллюстия и Помпея Трога. Автор использовал материал небрежно и не слишком разумно, однако его подборка, за вычетом разрывов, противоречий и анахронизмов, с точки зрения оратора — точное отображение событий и условий жизни, свидетелем которым он был. Историку также есть за что поблагодарить Валерия: он часто использует ныне утерянные источники, а там, где он затрагивает своё время, он даёт беглый взгляд на правление Тиберия, которое служит предметом многочисленных дискуссий и сведения о котором крайне недостаточны.
Его взгляд на императорский двор зачастую понимался неправильно, поскольку его считали льстецом, подобным Марциалу. Но, если присмотреться к его отзывам об имперском правительстве, они и не могли быть чем-то исключительным ни в своём роде, ни в количестве. Немногочисленные ссылки Валерия на убийц Цезаря и на Августа практически не выходят за пределы общепринятого стиля того времени.

### Наследие и роль в культуре
Сочинение Валерия заслуживает внимания во многом как глава в истории латинского языка. Без неё наш взгляд на переход от классической к «серебряной» латыни был бы значительно менее полным. У Валерия представлены все достижения риторики того времени, за исключением блеска рассудка Квинтилиана и вкуса и тонкости Тацита. Он избегает прямого и простого повествования и стремится всеми силами к новизне, сносит барьеры между лексиконом прозы и поэзии, напряжённо подбирает слова, использует сложные метафоры, пускает в ход резкие контрасты и ярко эмоционально окрашенные прилагательные, использует гаммы самых неестественных фигур речи. Весьма показательным уроком в истории латинского языка является сравнение повествования Валерия с соответствующими местами у Цицерона и Тита Ливия.
В рукописях Валерия до нас дошла также десятая книга, так называемая Liber de Praenominibus, труд жившего значительно позднее грамматика.
Сочинение Валерия активно использовалось в школах, и его популярность в Средневековье видна по большому количеству сохранившихся экземпляров. Как и из других школьных учебников, из него делались выдержки; две из них полностью сохранились, одна помечена именем Юлия Париса и относится примерно к IV—V вв. н. э., другая принадлежит перу Януария Непотиана.
- Caritas Romana

### Латинский текст
- VALERI MAXIMI FACTORVM ET DICTORVM MEMORABILIVM LIBRI NOVEM (самая известная и цитируемая ораторами работа автора; в собрании интернет-сайта «Латинской Библиотеки»).
- Эпитома Юлия Париса (лат.)

### Английские переводы
- Перевод в серии «The Loeb classical library»: Valerius Maximus. Memorable Doings and Sayings. / Trans. by D. R. Shackleton Bailey. In 2 vol. 2000.
  - Volume I. Books 1-5.
  - Volume II. Books 6-9.
- Wardle, D. Valerius Maximus' Memorable Deeds and Sayings: Book 1. Oxford University Press (Clarendon Ancient History Series): Oxford and New York, 1998.

### Французские переводы
- Французский перевод 1850 года

В серии «Collection Budé» начато издание:
- Valère Maxime. Faits et dits mémorables. T. I : Livres I—III; Trad. Robert Combès. Paris : Les Belles Lettres; Collection des Universités de France, 2003.
- Valère Maxime. Faits et dits mémorables. T. II: Livres IV—VI; Trad. Robert Combès. Paris: Les Belles Lettres; Collection des Universités de France, 2003.

### Русские переводы
Русский рукописный перевод сочинения Валерия Максима под названием «Приклады, памяти достойные» был сделан с польского в начале XVIII века.
- Валерия Максима изречений и дел достопамятных книг девять. / Пер. И. Алексеева. СПб, 1772. Ч. 1. Кн. 1-4. 464 стр. Ч. 2. Кн. V—IX. 520 стр.
- Валерий Максим. Достопамятные деяния и изречения. [В 2 т. Т.1. Кн.1-5] / Пер. и комм. С. Ю. Трохачева. (Серия «ακμη»). СПб.: Издательство СПбГУ. 2007. 308 стр. 1000 экз. ISBN 978-5-288-04267-6 онлайн-версия (см. отрицательную рецензию А. М. Сморчкова на перевод: Вестник РГГУ. 2008. № 12. С. 289—306)
- Валерий Максим. Достопамятные деяния и изречения [отрывки]. / Пер. А. А. Павлова. // Адам и Ева. Альманах гендерной истории. М., ИВИ РАН. 2008. № 16. С. 146—181; Историческое произведение как феномен культуры. Вып. 3. Сыктывкар, 2008. С. 124—141.
- Валерий Максим. Девять книг достопамятных высказываний и деяний. Книга I. Пер. А.М. Сморчкова.

### Исследования
- Bloomer, W. Martin. Valerius Maximus and the Rhetoric of the New Nobility. University of North Carolina Press: Chapel Hill, 1992.
- Mueller, Hans-Friedrich. Roman Religion in Valerius Maximus. Routledge: London, 2002.
- Skidmore, Clive. Practical Ethics for Roman Gentlemen: the Work of Valerius Maximus. University of Exeter Press: Exeter, 1996.
- Боровков П. С. Образ верховного понтифика у Валерия Максима // Исседон: альманах по древней истории и культуре. — Екатеринбург : [Изд-во Урал. гос. ун-та], 2007. — Т. 4. — С. 89-98.  (Дата обращения: 21 сентября 2011)